# Miguel Garcia
Miguel Ângelo Moita Garcia (né le 4 février 1983) est un footballeur portugais. Il évolue au poste d'arrière droit.

## Biographie
Il est sélectionné à 12 reprises en équipe du Portugal des moins de 21 ans.
Lors de la demi-finale de la Coupe UEFA contre l'AZ Alkmaar, il est l'auteur du but, marqué dans le temps additionnel de la 2e période de la prolongation, qui permet au Sporting CP d'accéder à la finale contre le CSKA Moscou.

## Carrière
| Période    | Club           | Pays     |
| 2003-2007  | Sporting CP    | Portugal |
| 2007-2008  | Reggina Calcio | Italie   |
| 2008-2009  | sans club      |          |
| 2009       | SC Olhanense   | Portugal |
| 2010-2011  | Sporting Braga | Portugal |
| 2011- 2013 | Orduspor       | Turquie  |
| 2013-      | Real Majorque  | Espagne  |

## Palmarès
| Année | Titre                             | Club        | Pays     |
| 2007  | Vainqueur de la Coupe du Portugal | Sporting CP | Portugal |
| 2005  | Finaliste de la Coupe UEFA        | Sporting CP | Portugal |